# Rancho Alegre (Coahuila)
Rancho Alegre es una localidad del estado mexicano de Coahuila. Es parte del municipio de Torreón.

## Demografía
| Gráfica de evolución demográfica |
|                                  |

| Censo | Población |
| ----- | --------- |
| 1950  | 214       |
| 1960  | 231       |
| 1970  | 267       |
| 1980  | 511       |
| 1990  | 759       |
| 2000  | 1 104     |
| 2010  | 1 228     |
| 2020  | 1 049     |